# NCIS (5.ª temporada)
A quinta temporada de NCIS começou em 25 de setembro de 2007 e terminou em 20 de maio de 2008. A temporada teve o número de episódios reduzidos devido a greve dos roteiristas em 2007-2008.

## Elenco
| Participante | Participante | Participante | Participante | Participante | Participante        |
| ------------ | ------------ | ------------ | ------------ | ------------ | ------------------- |
|              | Principal    |              | Recorrente   |              | Convidado/Flashback |

| Personagem             | Ator/atriz           | Cargo                                                           | Participante |
| ---------------------- | -------------------- | --------------------------------------------------------------- | ------------ |
| Leroy Jethro Gibbs     | Mark Harmon          | Agente especial Supervisor do NCIS                              |              |
| Tony DiNozzo           | Michael Weatherly    | Agente Especial Senior do NCIS                                  |              |
| Ziva David             | Cote de Pablo        | Agente de Ligação MOSSAD-NCIS                                   |              |
| Timothy McGee          | Sean Murray          | Agente Especial do NCIS                                         |              |
| Abby Sciuto            | Pauley Perrette      | Especialista Forense do NCIS                                    |              |
| Jenny Shepard          | Lauren Holly         | Diretora do NCIS                                                |              |
| Donald "Ducky" Mallard | David McCallum       | Chefe dos Legistas do NCIS                                      |              |
| Jimmy Palmer           | Brian Dietzen        | Legista assistente                                              |              |
| Jeanne Benoit          | Scottie Thompson     | Namorada do Agente DiNozzo                                      |              |
| Trent Kort             | David Dayan Fisher   | Agente Especial da CIA                                          |              |
| "La Grenouille"        | Armand Assante       | Traficante de Armas Frances (Pai da Namorada do DiNozzo)        |              |
| Tobias Fornell         | Joe Spano            | Agente Especial do FBI                                          |              |
| Mike Franks            | Muse Watson          | Ex Agente (Chefe do Gibbs durante a transição do NIS para NCIS) |              |
| Nicki Jardine          | Susan Kelechi Watson | Analista de Inteligencia do NCIS                                |              |
| Leon Vance             | Rocky Carroll        | Diretor Assistente NCIS                                         |              |
| Hollis Man             | Susanna Thompson     | Tenente-coronel do CID (Exército americano)                     | Ep.3         |

## Episódios
A 5ª temporada de NCIS foi a mais curta de toda a série, devido à greve dos roteiristas. A temporada teve como destaques a conclusão da trama relacionada ao traficante de armas La Grenouille e a morte da Diretora Jenny Sheppard, no episódio duplo que fechou a temporada.
Também nesta temporada foi exibido o 100º episódio da série, "Quimera".
| Sequência | Episódios | Título                        | Direção             | Escrito por                                       | Data de exibição       | Audiência EUA (em milhões) |
| --- | --------- | ----------------------------- | ------------------- | ------------------------------------------------- | ---------------------- | -------------------------- |
| 95 | 1         | "Enterre Seus Mortos"         | Thomas J. Wright    | Shane Brennan                                     | 25 de setembro de 2007 | 16.26                      |
| É descoberto que Tony trabalhava em uma missão secreta como Tony DiNardo e ele conheceu o pai de Jeanne, La Grenouille. A equipe luta contra a suspeita de que Tony esteja morto. Muita história é revelada. Personagem recorrente: David Dayan Fisher como Trent Kort. |           |                               |                     |                                                   |                        |                            |
| 96 | 2         | "Familia"                     | Martha Mitchell     | Steven Binder                                     | 2 de outubro de 2007   | 16.43                      |
| Durante uma autópsia, Ducky faz uma descoberta que transforma um assassinato de um militar em busca por uma criança desaparecida. Enquanto isso, Tony tem que lidar com seus sentimentos. |           |                               |                     |                                                   |                        |                            |
| 97 | 3         | "Ex-Mulher"                   | Dennis Smith        | Alfonso Moreno                                    | 9 de outubro de 2007   | 16.36                      |
| O tenente-coronel Mann (Susanna Thompson) junta-se a Gibbs na investigação do assassinato de um capitão da Marinha, que tinha acesso a informações altamente confidencias. A situação se torna bastante pessoal para Gibbs, quando uma das testemunhas no caso é uma de suas ex-esposas. |           |                               |                     |                                                   |                        |                            |
| 98 | 4         | "Crise de Identidade"         | Thomas J. Wright    | Jesse Stern                                       | 16 de outubro de 2007  | 17.55                      |
| Quando Ducky percebe que um de seus cadáveres usado para pesquisa é, na verdade, vítima de assassinato, a equipe de NCIS identifica-o como um gênio do crime capaz de deletar o seu passado. Personagem recorrente: Joe Spano como Agente do FBI Tobias Fornell. |           |                               |                     |                                                   |                        |                            |
| 99 | 5         | "Salto ou Fé"                 | Dennis Smith        | Frank Cardea e George Schenck                     | 23 de outubro de 2007  | 17.26                      |
| A equipe NCIS é chamada para impedir que um oficial da Marinha cometa suicídio pulando de um prédio. Mas, quando a tentativa de suícidio vira em um assassinato, a equipe precisa descobrir quem é o responsável. Personagem recorrente: Susan Kelechi Watson como Analista de Inteligência do NCIS Nikki Jardine |           |                               |                     |                                                   |                        |                            |
| 100 | 6         | "Quimera"                     | Terrence O'Hara     | Dan Fesman                                        | 30 de outubro de 2007  | 16.33                      |
| Enquanto estão investigando uma morte misteriosa em um navio de pesquisa ultra-secreta da Marinha, os NCIS descobrem que o navio abandonado contém um segredo que pode custar-lhes suas vidas. |           |                               |                     |                                                   |                        |                            |
| 101 | 7         | "Sossego"                     | Tony Wharmby        | Shane Brennan                                     | 6 de novembro de 2007  | 18.15                      |
| Gibbs se encontra emocionalmente desafiado ao concordar em investigar um crime ligado a uma amiga de sua filha, que foi morta anos atrás, e a investigação chega a uma conclusão chocante. |           |                               |                     |                                                   |                        |                            |
| 102 | 8         | "Alvo Designado"              | Colin Bucksey       | Reed Steiner                                      | 13 de novembro de 2007 | 17.39                      |
| A investigação do assassinato de um almirante tem uma virada chocante, quando uma mulher, uma refugiada política, volta para casa em busca de seu marido. |           |                               |                     |                                                   |                        |                            |
| 103 | 9         | "Achados e Perdidos"          | Martha Mitchell     | David North                                       | 20 de novembro de 2007 | 17.34                      |
| A equipe NCIS cuida de uma criança de 9 anos, cujo pai está desaparecido e está de alguma forma conectado a um caso de assassinato antigo e não resolvido. A investigação leva a equipe a uma selva, onde eles descobrem a verdade chocante sobre o passado do homem. |           |                               |                     |                                                   |                        |                            |
| 104 | 10        | "Punição Corporal"            | Arvin Brown         | Jesse Stern                                       | 27 de novembro de 2007 | 17.04                      |
| Enquanto tentam localizar um oficial da Marinha desiludido e violento, que acha que ainda está no Iraque, a equipe do NCIS descobre que o homem tem sido objeto de um experimento secreto. Personagem recorrente: Paul Telfer como Corporal Damon Werth. |           |                               |                     |                                                   |                        |                            |
| 105 | 11        | "Tribos"                      | Colin Bucksey       | Reed Steiner                                      | 15 de janeiro de 2008  | 15.82                      |
| Um oficial da Marinha, que era muçulmano, é assassinado perto de sua mesquita e Ducky se recusa a fazer a autópsia por causa de suas crenças religiosas. Então, a equipe tenta falar com o pai do falecido e mandam McGee para implantar uma escuta dentro da mesquita — mas o FBI já colocou a sua própria escuta no local. |           |                               |                     |                                                   |                        |                            |
| 106 | 12        | "Demarcar"                    | Tony Wharmby        | Frank Cardea e George Schenck                     | 8 de abril de 2008     | 14.05                      |
| A equipe NCIS se infiltra em um depósito para pegar um ladrão suspeito de ter roubado um radar de alta tecnologia da Marinha, mas, acidentalmente, eles testemunham um assassinato. Enquanto isso, Ducky esconde um segredo do resto da equipe. Personagem recorrente: Susan Kelechi Watson como Analista de Inteligência do NCIS Nikki Jardine |           |                               |                     |                                                   |                        |                            |
| 107 | 13        | "Cachorro"                    | Oz Scott            | Dan Fesman e Alfonso Moreno                       | 15 de abril de 2008    | 15.13                      |
| O dono de um cachorro é encontrado morto e a equipe NCIS deve determinar se o animal de estimação cometeu o assassinato ou não. Abby decide lutar pela vida do cachorro, confiando em seu instinto sobre a inocência dos cães. Enquanto isso, Gibbs descobre o segredo de Jenny. |           |                               |                     |                                                   |                        |                            |
| 108 | 14        | "Casos Internos"              | Tony Wharmby        | Reed Steiner e Jesse Stern                        | 22 de abril de 2008    | 14.24                      |
| O cadáver de La Grenouille finalmente emerge e toda a NCIS é colocada sob investigação pelo FBI, sendo que Jenny é a principal suspeita pelo assassinato dele. Personagens recorrentes: Rocky Carroll como Leon Vance, Joe Spano como Agente do FBI Tobias Fornell e David Dayan Fisher como Trent Kort. Primeira aparição de: Leon Vance |           |                               |                     |                                                   |                        |                            |
| 109 | 15        | "Na Área"                     | Terrence O'Hara     | Linda Burstyn                                     | 29 de abril de 2008    | 14.76                      |
| Tony e Nikki são mandados para Bagdá para investigar um ataque, que termina virando uma investigação de assassinato. Personagens recorrentes: Rocky Carroll como Leon Vance e Susan Kelechi Watson como Analista de Inteligência do NCIS Nikki Jardine |           |                               |                     |                                                   |                        |                            |
| 110 | 16        | "Recuo"                       | James Whitmore, Jr. | Frank Cardea, Dan Fesman e George Schenck         | 6 de maio de 2008      | 14.04                      |
| Em uma missão secreta, a vida de Ziva está em perigo, pois o serial killer que ela está seguindo começa a suspeitar dela. |           |                               |                     |                                                   |                        |                            |
| 111 | 17        | "Sobre o Rosto"               | Dennis Smith        | Alfonso Moreno, Reed Steiner and Jesse Stern      | 13 de maio de 2008     | 14.88                      |
| Jimmy Palmer corre grande perigo, quando vira alvo de um assassino anônimo e que somente ele pode reconhecer. Personagem recorrente: Rocky Carroll como Leon Vance. |           |                               |                     |                                                   |                        |                            |
| 112 | 18        | "Dia de Julgamento (Parte 1)" | Thomas J. Wright    | Steven Binder e David North                       | 20 de maio de 2008     | 16.52                      |
| Quando um agente que já foi do NCIS é encontrado morto, a diretora Sheppard é obrigada a enfrentar seus erros do passado para proteger o NCIS e Gibbs, a qualquer custo. Enquanto a equipe tenta encontrá-la, Gibbs decide colocar um ponto final no mistério sobre a morte de La Grenouille. Personagem recorrente: Muse Watson como Mike Franks. |           |                               |                     |                                                   |                        |                            |
| 113 | 19        | "Dia de Julgamento (Parte 2)" | Thomas J. Wright    | Steven Binder, David North e Christopher J. Waild | 20 de maio de 2008     | 16.52                      |
| Depois que a Diretora é assassinada, o grupo deve achar o assassino antes que ele atinja seu próximo alvo, Gibbs. Em uma investigação emocional, a equipe tenta permanecer unida, contra os desejos do diretor assistente Vance. Esse episódio marca a saída da atriz Lauren Holly que interpretava a Diretora do NCIS Jenny Shepard, personagem introduzido na terceira temporada. Personagens recorrentes: Rocky Carroll como Leon Vance e Muse Watson como Mike Franks. |           |                               |                     |                                                   |                        |                            |